# مقبرة 21
مقبرة 21 وتعرف عالميا باسم مقبرة KV21، هي مقبرة مصرية قديمة تقع في وادي الملوك، مصر. أكتشفت في عام 1817 من قبل جوفاني باتيستا بلزوني، كانت تحتوي على مومياوات لامرأتين يعتقد أنهما ملكات من الأسرة الثامنة عشرة.